# Ritratto di Giovanni Schiavoni
Ritratto di Giovanni Schiavoni è un'opera pittorica di Natale Schiavoni. 
L'effigiato è uno dei figli di Natale Schiavoni, Giovanni. Il giovane seguì le orme paterne.